# Brazlândia
Brazlândia è una regione amministrativa del Distretto Federale brasiliano.